# 湖南铁路科技职业技术学院
27°50′30″N 113°08′56″E / 27.841657°N 113.149009°E
湖南铁路科技职业技术学院，位于湖南省株洲市，分3个校区，南校区在芦淞区建设中路171号，东校区在荷塘区芙蓉路98号，北校区在云龙新区时代路589号，为湖南省高等专科大学。

## 历史
1956年，“湖南铁路科技职业技术学院”的前身建立，当时名叫“株洲铁路机械学校”。
1958年，学校升格为本科大学，名叫“株洲铁道学院”。
1962年，学校并入“长沙铁道学院”。
2005年，学校恢复原有建制。现今，湖南省人民政府正在协调湖南铁路科技职业技术学院与同位于株洲市的湖南工业大学科技学院、湖南铁道职业技术学院合并转设为职业本科高校湖南铁道职业技术大学。

## 学校院系
湖南铁路科技职业技术学院有6个二级学院、分别为铁道机车学院、铁道车辆学院、铁道运输管理与经济学院、铁道工程与信息学院、铁道供电与电气学院、继续教育与国际学院

## 学校文化
学校核心文化理念：铁肩担道  路远行德
学校愿景：建设中国特色高水平职业院校
办学宗旨：办党和人民满意的职业教育
教育理念：育大国“铁”匠（铁的意志、铁的技艺、铁的作风）
办学理念：高水平治理  高质量发展
发展战略：重点走好两条钢轨  重视走出两条钢轨  加快走向国际市场
学校精神：“火车头”精神
                  （铁的纪律、团结协作、敢于负责、甘于奉献、奋勇争先）
校    训：高  精  特
                 （高——德高一品 技高一筹；精——精雕细琢 精益求精；特——发展特长 彰显特质）
校    风：明德  笃行  精业  创新
教    风：一日为师  终生为范
学       风：勤学善思  行胜于言
校    歌：豪情飞越